# José Gervasio Artigas

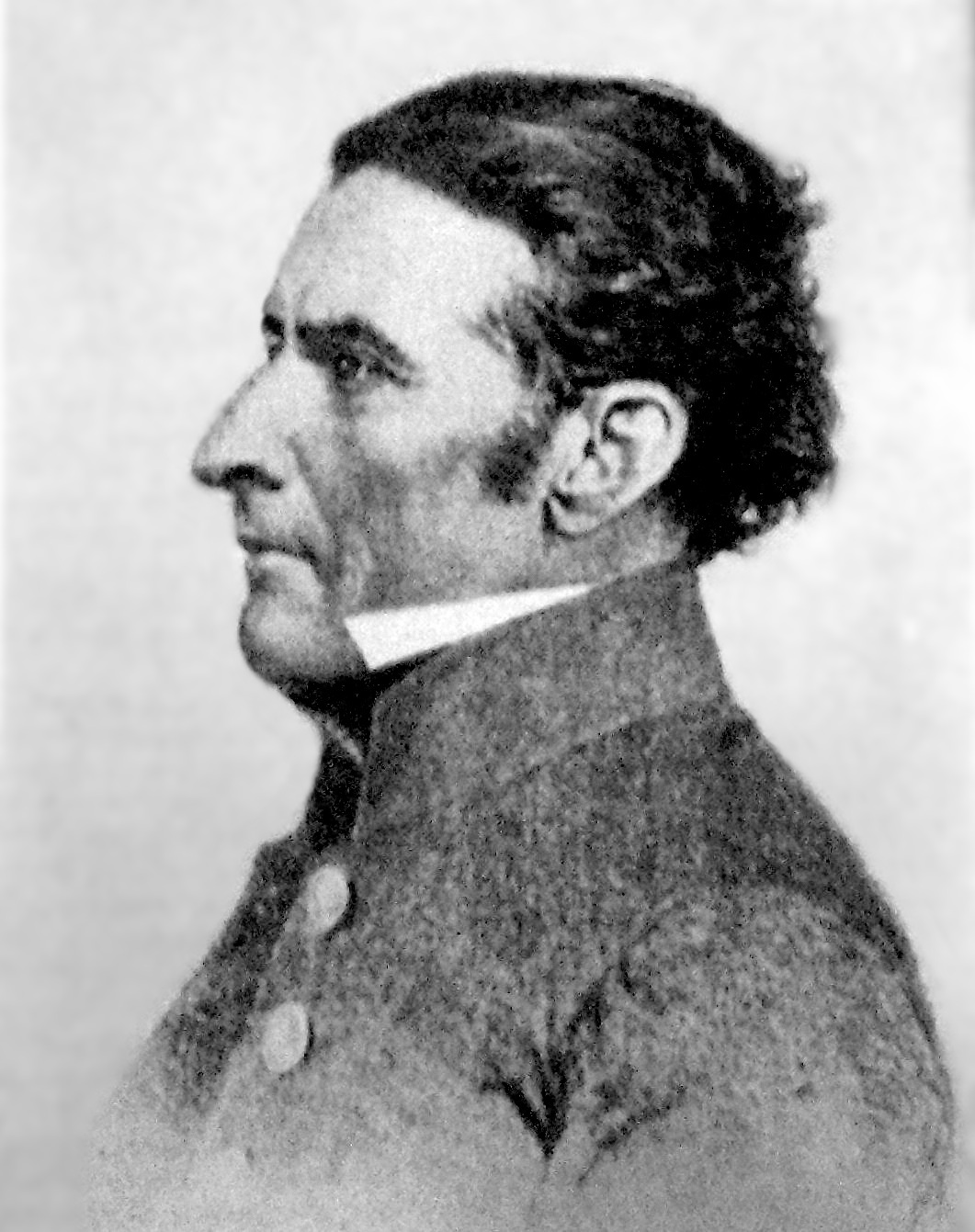

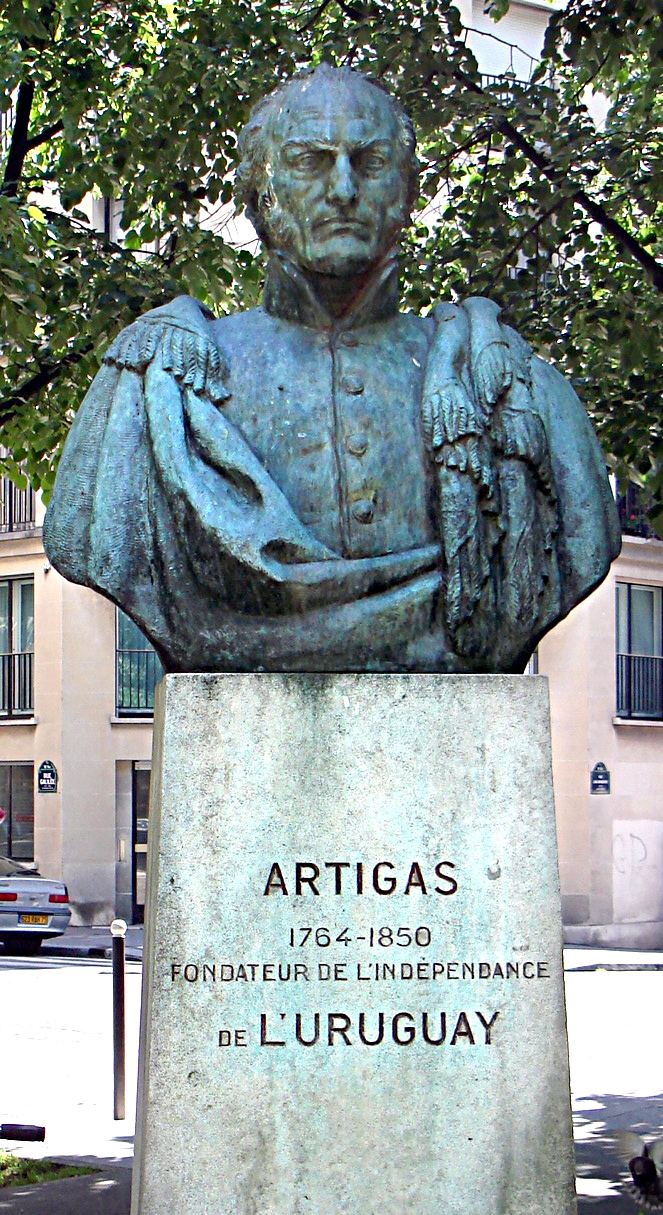
Monument dedicat lui Artigas la Paris

José Gervasio Artigas (n. 19 iunie 1764, Montevideo, Uruguay — d. 23 septembrie 1850, Ibiray (Asuncion), Paraguay) a fost un om de stat, general, erou național al statului Uruguay, supranumit părintele independenței uruguayene.
Este prețuit pentru realizările sale excepționale în cursul războiului de independență și pentru ideile sale democrate și pro-Americane. A luptat contra spaniolilor, fapt la care l-a ajutat buna cunoaștere a teritoriilor aflate la nord de Rio Negro și la sud de teritoriul aflat pe atunci sub dominație portugheză, precum și cunoașterea teritoriilor indienilor charrua.
Mai târziu, a luptat împotriva regimului unitarian instalat la Buenos Aires, împotriva Imperiului Portughez și a Imperiului Brazilian, contribuind astfel la independența patriei sale, care a fost obținută pe când el se afla în Paraguay, unde s-a autoexilat și unde a și murit în 1850.
Rămășițele sale pământești au fost aduse în patrie în 1855 și depuse în "Cementerio Central" din Montevideo. În 1977, au fost mutate în mausoleul din Plaza Independencia.